# Tanjunganyar
Tanjunganyar is een bestuurslaag in het regentschap Demak van de provincie Midden-Java, Indonesië. Tanjunganyar telt 2604 inwoners (volkstelling 2010).